# ヴァンデミエールの翼
『ヴァンデミエールの翼』（ヴァンデミエールのつばさ）は、鬼頭莫宏による日本の漫画。近代から現代を舞台としたファンタジー作品で、四季賞入賞作品『ヴァンデミエールの右手』の続編。『月刊アフタヌーン』（講談社）にて、1996年1月号・8月号・11月号、1997年の3月号・6月号・7月号、1998年の1月号に不定期に掲載された7話と単行本に描き下ろされた最終話「ヴァンデミエールの滑走」を含めた全8話構成。
「自律胴人形」をモチーフに描かれた連作で、非常に啓蒙的な内容を作者独特の繊細で儚い絵が盛り上げている寓話的な作品。「自律と自立」や「個（アイデンティティ）」をテーマとする。

## 概要
ストーリー構成は、毎回1体のヴァンデミエールが登場し、どこか歪な心を持った少年（青年）を交えて、支配者や戒律など、自分を束縛するあらゆるものから自由を勝ち取る姿を描いた1話完結の連作である。
新人賞受賞作であり第1話でもある「ヴァンデミエールの右手」は鬼頭の友人の「アンドロイド」がテーマの同人アンソロジー本に載せるために作った話を、アフタヌーン四季賞用に投稿した作品であり、この短編のモチーフとして鬼頭はレイ・ブラッドベリの『何かが道をやってくる』と1983年から1985年にかけて放映されたサントリーローヤルのCF『ランボー』編を挙げている。ヴァンデミエールはこのCMに登場する天使の姿をした少女を元ネタとし、ハンス・ベルメールなどの影響も受け、自動人形という設定にしたと語られている。
永らく実質的な絶版（品切重版未定）状態であったが、2007年にオンデマンド出版のコミックパーク（受注生産の紙媒体）やYahoo!コミックなどの電子配信で復刊され、翌年の2008年6月に単行本の再販も開始された。2018年5月には1冊に纏めた新装版が発売した。単行本での扉、目次、そで部分のカラーイラストやコメントは削除され、新装版刊行に際する作者コメントが新たに掲載されている。

## あらすじ
己を「支配するもの」から脱却するために、ヴァンデミエールは色々な代価を支払うことで自由を獲得する。人間のまがいもの、機械のまがいもの、天使のまがいものという、何者にも属さない苦悶を持ち、「まがいもの」として物語を彩るが、最終話にて第1話の少年と邂逅し、自らの羽根をもぎ取って奔走しだす。

## 登場人物
ヴァンデミエール
本作の主人公。背中に翼が生えた少女の姿をした自律胴人形。本来、翼は自由の象徴のはずだが、ヴァンデミエールのそれは人々の憐憫を買うためにつけられている。主人公となるヴァンデミエールは4体おり、翼のサイズや色も1体1体異なるが、どのヴァンデミエールも自由を獲得するために戦っている。
ヴァンデミエールを区別するために以下のように仮称する。
・1体目、以降「右手」と仮称。第1話と第3話、最終話に登場する。
・2体目、以降「二対」と仮称。第2話に登場する。
・3体目、以降「紺髪」と仮称。第4話と第7話に登場する。
・4体目、以降「双子」と仮称。第5話と第6話に登場する。
この仮称は人物紹介の最初に出てくるヴァンデミエールの後ろに括弧書きで付ける。記載が無い場合は最初の記載のあるヴァンデミエールのことを指していると考えてよい。
レイ
第1話に登場する少年。カーニバルと共に町にやってきたヴァンデミエール（右手）と出会い、後にヴァンデミエールが大人たちの慰みものにされていることを知ると彼女を連れて逃げようとした。だがその目論見は失敗し、罰として右手を切り落とされる。小指を噛みちぎられた彼女の右手を移植される。最終話で右手が戻ってきたことでヴァンデミエールは眠りから覚め、彼が亡くなったことが明かされる。
座長
ヴァンデミエール（右手）を雇っているカーニバルの座長。夜間に「興行」と称してヴァンデミエールを大人の慰みものにしている。後にヴァンデミエールを連れて逃げようとしたレイを捕まえ、罰としてヴァンデミエールの右腕とレイの右手を切り落とす。
ウィル
第2話に登場する飛行機乗り。本名はウィリアム。二対の羽を持つヴァンデミエール（二対）と出会い、彼女を飛行機に乗せてあげる。処分されるヴァンデミエールと懸賞飛行の金を交換することを座長に約束するが、座長によって飛行機を落とされてしまう。彼の飛ぶ姿を見て、ヴァンデミエールは自由を求めて城塔から飛び降りる。
テルミドール
第3話に登場する少女。長い間病気で寝込んでいる。ヴァンデミエール（右手）が自身を古道具屋に売った金で治療を受け、健康になる。
シモン
テルミドールの兄。ラズベリーを取りに行った森の中で偶然ヴァンデミエール（右手）に出会い、彼女が「妹の魂を迎えに来た天使」ではないかと疑う。
オリバー
シモンの友達。テルミドールに森の中で出会ったヴァンデミエール（右手）のことを話す。ヴァンデミエールの元に古道具屋を連れて来る。
ミルトン
第4話に登場する人物。ヴァンデミエール（紺髪）を神父から助けた少年で、「グリーン・クロッシング伯爵」と名乗る。乳母フリュクティドールが残した小屋に篭もり、人と交流することを避けるように生活をしていたが、ヴァンデミエールとの出会いによって心境が変わり、最後は小屋に火を放って外の世界へ旅立っていく。
フリュクティドール
ミルトンの乳母。ミルトンに依存されることに依存した。
ブリュメール
第5話に登場する少女。性格はややわがまま。自分の真似をするヴァンデミエール（双子）を煙たがり悪戯を行うが、ヴァンデミエールによって大怪我を負わされ、物言わぬ人形の様になる。
ブリュメールの父
ブリュメールの父親で、教父の職に就いている。娘を永遠に手元に置いておきたいという願望を持ち、ヴァンデミエール（双子）をブリュメールの双子の妹として傍に置く。学校教師・フォレー先生と仲がいい。
エイバリー
第6話に登場する少年。ヴァンデミエール（双子）の黒翼を一目見たいが為に密航する。7歳の頃に巡業に来たウィルに憧れ、その名を名乗る。ヴァンデミエールと飛行船から飛び降りた後に翼を作ることを決意し、最終話に登場する飛行機には彼とヴァンデミエールの名前が刻まれている。
ニヴォゼ
第7話に登場する赤ん坊。女の子。非嫡出子であるため、「罪の子」として捨てられるところをヴァンデミエール（紺髪）が預かった。大雪からニヴォゼを救うため、ヴァンデミエールは自らの木の身体を薪として燃やすことを望む。
木工屋
第7話に登場する青年。教会育ちで子供嫌いだったが、大雪をしのぐために身を寄せた支石墓でヴァンデミエール（紺髪）と時を過ごすにつれ、ニヴォゼを引き取ることを決める。ヴァンデミエールを想って作った大きな黒翼は後に（掲載順としては前になるが）他のヴァンデミエール（双子）に括り付けられることになる。
代理人
最終話に登場する青年。レイの死をヴァンデミエール（右手）に伝え、彼女への遺品の贈与と散骨を請け負う。彼の車にはヴァンデミエール達が共通して付けているアンクレットが飾られている。

## 書誌情報

### 単行本
- 鬼頭莫宏『ヴァンデミエールの翼』 講談社〈アフタヌーンKC〉、全2巻。
  1. 1997年4月23日初版発行（1997年4月21日発売）、ISBN 4-06-321069-3
  2. 1997年12月18日初版発行（1997年12月16日発売）、ISBN 4-06-321078-2

### 新装版
- 鬼頭莫宏『新装版 ヴァンデミエールの翼』 講談社〈アフタヌーンKC〉、全1巻。
  1. 2018年5月23日初版発行（同日発売）、ISBN 978-4-06-511657-9

## サブタイトルリスト
| 収録巻 （単行本） | 収録巻 （新装版） | 話数   | サブタイトル             | ヴァンデミエール   |
| ----------------- | ----------------- | ------ | ------------------------ | ------------------ |
| 第1巻             | 第1巻             | 第1話  | ヴァンデミエールの右手   | 「右手」の登場回。 |
| 第1巻             | 第1巻             | 第2話  | ヴァンデミエールの白翼   | 「二対」の登場回。 |
| 第1巻             | 第1巻             | 第3話  | テルミドールの時間       | 「右手」の登場回。 |
| 第1巻             | 第1巻             | 第4話  | フリュクティドールの火葬 | 「紺髪」の登場回。 |
| 第2巻             | 第1巻             | 第5話  | ブリュメールの悪戯       | 「双子」の登場回。 |
| 第2巻             | 第1巻             | 第6話  | ヴァンデミエールの黒翼   | 「双子」の登場回。 |
| 第2巻             | 第1巻             | 第7話  | ヴァンデミエールの火葬   | 「紺髪」の登場回。 |
| 第2巻             | 第1巻             | 最終話 | ヴァンデミエールの滑走   | 「右手」の登場回。 |